# Символ турецкой лиры
Символ или знак турецкой лиры (₺) — типографский символ, который входит в группу «Символы валют» (англ. Currency Symbols) стандарта Юникод: оригинальное название — Turkish lira sign (англ.); код — U+20BA. Используется для представления национальной валюты Турции — лиры.
Характерные символы, выполняющие эти функции: ₺ • £ • ₤ • TL • LT • YTL. Кроме того, для краткого представления турецкой лиры используются коды стандарта ISO 4217: с 2005 года TRY и 949, ранее TRL и 792.

## Начертание
Символ «₺» представляет собой заглавную латинскую букву «L», перечеркнутую в верхней части двумя параллельными линиями, образуя буквоподобный знак, похожий на строчную латинскую букву t. Конкретное начертание зависит от шрифта, использованного для вывода символа.

## Использование в качестве сокращения названий денежных единиц
Символ «₺» используется для представления национальной валюты Турции — лиры (тур. Türk Lirası).
3 октября 2011 года Центральный банк Турции объявил о начале открытого конкурса по разработке символа национальной валюты, для сокращения которой до этого, как правило, использовалась аббревиатура «TL» (тур. Türk Lirası — турецкая лира). Результаты конкурса, который привлёк широкое внимание общественности и получил более 8000 отзывов, были объявлены 1 марта 2012 года. Автор знака-победителя Тюлай Лале (Tülay Lale), чьё предложение было выбрано из четырёх финалистов.
Сразу после утверждения для избежания путаницы символ мог использоваться на одном ценнике вместе с другими общепринятыми сокращениями турецкой лиры, в частности, «TL».
В 2012 году символ включён в стандарт Юникод, код — U+20BA.